# Agaricostilbaceae
De Agaricostilbaceae zijn een familie van schimmels, die behoren tot de roesten. Het typegeslacht is Agaricostilbum. idiocarps (vruchtlichamen}, waar bekend, worden gesteeld en capituleren en produceren sporen op basidia die lateraal gesepteerd zijn. De meeste soorten zijn alleen bekend vanwege hun gisttoestand.

## Geslachten
Tot de Agaricostilbaceae behoren onder andere de volgende geslachten:
- Agaricostilbum
- Pseudobensingtonia
- Sterigmatomyces

## Verspreiding
Soorten in de familie zijn verspreid over de tropen en subtropen te vinden. De familie is zeker meer verspreid, maar de saprobische schimmels met hun zeer kleine vruchtlichamen worden vaak over het hoofd gezien. Veel soorten zijn te vinden op dode palmbomen of op dode delen ervan.